# Xã Six Mile, Quận Franklin, Illinois
Xã Six Mile (tiếng Anh: Six Mile Township) là một xã thuộc quận Franklin, tiểu bang Illinois, Hoa Kỳ. Năm 2010, dân số của xã này là 3.885 người.